# Let’s Cheers to This
Let’s Cheers to This ist das zweite Studioalbum der US-amerikanischen Post-Hardcore-Band Sleeping with Sirens aus Grand Rapids (Michigan). Es wurde von Kris Crummett produziert und erschien am 10. Mai 2011 weltweit über Rise Records. Es ist das erste Album bei dem Jack Fowler und Jesse Lawson als Gitarristen mitwirkten.

## Geschichte
Am 7. Dezember 2010 gaben die Musiker bekannt, ein neues Album zu produzieren, das Mitte des Jahres 2011 auf den Markt kommen sollte. Als Produzenten konnte die Band Kris Crummett, der unter anderem für Dance Gavin Dance arbeitete, gewinnen. Die Gruppe bezog das Studio bereits im Februar 2011.
Der Arbeitstitel des Albums lautete ursprünglich Who Are You Now?. Allerdings wurde das Album später unter Let’s Cheers to This veröffentlicht. Der ursprüngliche Albumtitel hatte einen religiösen Kontext, das Konzept der Lieder jedoch nicht, sodass der Name geändert wurde. Zudem gab es von der Band The Providence bereits ein Album gleichen Namens, sodass die Musiker bei der Namenswahl auf Nummer sicher gehen wollten.

## Titelliste
1. Do It Now, Remember It Later – 3:23
2. If You Can’t Hang – 4:10
3. Who Are You Now 4:17
4. Four Corners and Two Sides 3:18
5. A Trophy Father’s Trophy Son 3:42
6. Fire 3:47
7. Tally It Up, Settle the Score – 3:35
8. Your Nickel Ain’t Worth Like My Dime – 2:48
9. Postcards and Polaroids – 3:14
10. All My Heart – 4:39
11. Let’s Cheers to This – 3:40

## Singleauskopplungen
Zum Album brachte die Gruppe vier Singles auf dem Markt. Die erste, Do It Now, Remember It Later, erschien bereits am 7. April 2011. Die zweite Singleauskopplung trägt den Namen Fire und erschien am 28. April 2011. Die beiden anderen Singles, If You Can’t Hang (14. September 2011) und A Trophy Father’s Trophy Son (15. Oktober 2011) wurden jeweils nach der Veröffentlichung des Albums auf dem Markt gebracht. Zu Do It Now, Remember It Later und If You Can’t Hang erschien jeweils ein Musikvideo. Zudem wurde ein Musikvideo zur Akustikversion des Stückes All My Heart aufgenommen, in dem lediglich Sänger Kellin Quinn und Jesse Lawson zu sehen waren.

## Tournee
Vom 25. September 2011 bis 13. Oktober 2011 tourte Sleeping with Sirens erstmals durch Europa. Begleitet wurden die Musiker von I Set My Friends on Fire, Woe, Is Me und A Skylit Drive. Die Auftritte führten durch das Vereinigte Königreich, Belgien, Deutschland, die Niederlande, die Schweiz, Italien und Frankreich. Im November und Dezember 2011 folgte eine Konzertreise durch die Vereinigten Staaten als Vorgruppe für We Came as Romans. Weitere Vorgruppen waren Emmure, Attila und For All I Am. Anfang des Jahres 2012 spielte Sleeping with Sirens mit Dream On, Dreamer, The Ghost Inside und Chunk! No, Captain Chunk! als Vorband für Attack! Attack!.
Im Rahmen der Artery Across the Nation Tour spielte die Band eine weitere Konzertreise mit The Amity Affliction, Woe, Is Me und I Set My Friends On Fire erneut durch Nordamerika. Den Sommer 2012 verbrachte die Gruppe erstmals auf der Warped Tour. Im Oktober und November 2012  folgte die Collide with the Sky World Tour, die die Gruppe mit Tonight Alive und Hands Like Houses als Vorgruppe für Pierce the Veil durch die USA und Kanada absolvierte. In Kanada ersetzten I Am King Hands Like Houses.

## Erfolg
Let’s Cheers to This ist das erste Album der Gruppe, dass sich in den offiziellen US-Charts positionieren konnte. Dort stieg das Album auf Platz 78 ein, wo es sich allerdings nur eine Woche lang halten konnte.